# Parque nacional de Phu Hin Rong Kla
El Parque nacional de Phu Hin Rong Kla es un área protegida del norte de Tailandia, en las provincias de Loei y Phitsanulok. Tiene una extensión de 307 kilómetros cuadrados en las montañas boscosas de Luang Prabang cerca de la frontera con Laos y forma parte de la ecorregión de pluvisilvas montanas de Luang Prabang. Fue declarado parque nacional en 1984, como parque n.º 48 del país.
El parque ha sido durante mucho tiempo campo de batalla que llevó a una gran pérdida para Tailandia. La cordillera sirvió como plaza fuerte para los comunistas durante el período 1968-1972, antes de ser derrotados en 1982.